# Gli eroi della strada
Gli eroi della strada (Streets of New York) è un film del 1939 diretto da William Nigh.
Il film ha per protagonista Jackie Cooper, ormai giovane attore, affiancato da un attore bambino emergente come Martin Spellman. Il film si colloca nel filone che affronta il problema della delinquenza giovanile ma anche della possibilità di riscatto che si offre a chi voglia uscire attraverso l'onestà e il sacrificio personale dalle seduzioni del crimine.

## Trama
"Jimmy" e "Gimpy", un bambino orfano storpio che Jimmy ha preso sotto la sua protezione, gestiscono un'edicola, con la quale offrono lavoro onesto ad altri ragazzi del quartiere. Spike, un delinquente del quartiere, fa tutto il possibile per metterli nei guai e interrompere la loro attività.
Il giudice Carroll cerca di aiutarli. Non vuole che Jimmy diventi un delinquente, come il suo fratello maggiore, "Tap". Jimmy frequenta una scuola serale e sogna di andare al college e diventare un avvocato, come il suo eroe, Abraham Lincoln.
Alla fine si troverà drammaticamente a dover scegliere tra una vita onesta e la sua famiglia, quando suo fratello, braccato dalla polizia,  viene da lui a chiedere aiuto.

## Produzione
Il film fu prodotto negli Stati Uniti dalla Monogram Pictures.

## Distribuzione
Distribuito dalla Monogram Pictures, uscì nelle sale cinematografiche statunitensi il 12 aprile 1939.